# Operator modalny
Operatory modalne to symbole używane w różnego typu logikach modalnych, nadające swoim argumentom specjalne znaczenie.
W „zwyczajnej” logice operatory to:
- przeczenie {\displaystyle \neg \phi }
- alternatywa {\displaystyle \phi \lor \psi }
- koniunkcja {\displaystyle \phi \land \psi }

W logikach modalnych wprowadza się nowe operatory, takie jak np.:
- {\displaystyle \square \phi } – jest konieczne, że {\displaystyle \phi }
- {\displaystyle \diamondsuit \phi } – jest możliwe, że {\displaystyle \phi }
- {\displaystyle F\phi } – kiedyś nastąpi {\displaystyle \phi }
- {\displaystyle G\phi } – zawsze będzie zachodziło {\displaystyle \phi }
- {\displaystyle \phi U\psi } – {\displaystyle \phi } będzie zachodziło tak długo, aż nie zajdzie {\displaystyle \psi ,} przy czym {\displaystyle \psi } na pewno kiedyś zajdzie